# Hold On To Your Dreams
Hold On To Your Dreams — пятый студийный альбом немецкой электронной группы The Twins, выпущенный в 1986 году. Как и обычно у коллектива, альбом получил название по заглавной композиции.

## Список композиций
1. Hold On To Your Dreams (4:17)
2. Love Can Change It All (3:41)
3. Time Will Tell (3:49)
4. What Do You Live For (4:07)
5. The Price You Pay (4:11)
6. Mighty Shiver (4:25)
7. I'm Waiting For The Night (3:40)
8. Secret Love (3:46)
9. Blue Girl (3:37)
10. One Day (12" Mix) (5:53)

## Дополнительные треки
В цифрово ремастированном переиздании 1995 года на CD (выпущенном лейблом группы «Passion Factory Records» при участии Hansa/BMG) были добавлены следующие композиции:
1. Hold On To Your Dreams (12" Mix) (5:02)
2. Blue Girl (12" Mix) (6:00)
3. Time Will Tell (12" Mix) (6:09)

## Синглы
Из альбома были выпущены синглы: «Time Will Tell» и «One Day».

## Дополнительная информация
После выхода этого альбома группа отправилась в тур, в рамках которого посетила и ряд стран Советского Союза, где играла на разогреве у Томаса Андерса из Modern Talking. На выступлениях в Москве и Ленинграде в 1987 году группа играла перед аудиторией в 120 тысяч человек.